# Kūlgrinda (zespół muzyczny)
Kūlgrinda – litewski zespół muzyczny z Wilna, założony przez Inię i Jonasa Trinkūnasów, wykonujący neofolk.
Inspiracją kapeli są dawne melodie i pieśni z czasów pogańskiej Litwy. Sentymentem darzą oni kult słońca i charakterystyczną dla neopogaństwa jedność człowieka z naturą. Jest zrzeszona w rodzimowierczym stowarzyszeniu Romuva. Początkowo wydawcą płytowych albumów Kulgrindy była Dangus Records, po czym podpisano umowę z nowym wydawcą, Aurea Studija. Nazwa zespołu nawiązuje do podwodnej grobli wywodzącej się z mitologii Bałtów.

## Twórczość
W repertuarze kapeli można znaleźć rytualny folklor bałtycki. Pieśniom z akompaniamentem bębnów, kobz, skrzypiec, lutni, lir korbowych i dud towarzyszą modlitwy do pogańskich bóstw i tańce. Kūlgrinda ponadto wykonuje rytuały związane z weselem, inicjacją, uroczystościami rodzinnymi i zmianami pór roku – zgodnie z tradycjami bałtyckimi. Prezentowany przez siebie folklor zespół dostosowuje do współczesnych czasów. Dzięki charakterystycznemu dźwiękowi, młodzieńczemu entuzjazmowi oraz zachowaniu autentyzmu pieśni ludowej potrafi dotrzeć do publiczności w różnym wieku.

## Członkowie
Głównymi członkami, a zarazem założycielami zespołu są Jonas Trinkūnas i jego żona Inia. Oboje są kapłanami rodzimowierczymi, kultywującymi praktyki religijne pradawnych Litwinów. Oprócz nich w składzie zespołu znajdują się muzycy w wieku od 17 do 25 lat. Wszyscy odziani są w stroje X – XII-wiecznej Litwy, zrekonstruowane w oparciu o archeologiczne znaleziska. Towarzyszy im stosowanie symboliki Bałtów charakterystycznej dla wymienionych wyżej ram czasowych.

## Działalność
W 2003 roku Kūlgrinda był gościem Festiwalu Kultury Celtyckiej w Dowspudzie, a w 2006 roku wystąpił na festiwalu Źródliska w Suwałkach. Regularnie zapraszana jest na zagraniczne wydarzenia artystyczne, gdzie przedstawia etniczne tradycje bałtyckie. Bierze też udział w świętach narodowych, oficjalnych galach i występach w różnych miastach.

## Dyskografia
- 2001 – Kūlgrinda Su Ugnelakis – wspólnie z Žalvarinis
- 2002 – Ugnies Apeigos
- 2003 – Sotvaras – wspólnie z Donis
- 2003 – Perkūno Giesmės
- 2005 – Prūsu Giesmės – pieśni dziadowskie, śpiewane w wymarłym języku pruskim
- 2007 – Giesmės Saulei
- 2009 – Giesmės valdovui Gediminui
- 2013 – Giesmės Žemynai – wspólnie z Donis
- 2014 – Laimos Giesmės
- 2018 – Giesmės Austėjai